# Tyrannochthonius stygius
Espèce
Tyrannochthonius stygius est une espèce de pseudoscorpions de la famille des Chthoniidae.

## Distribution
Cette espèce est endémique d'Alabama aux États-Unis,. Elle se rencontre dans la grotte Reece Cave dans le comté de Jackson.

## Description
La femelle holotype mesure 1,67 mm.

## Étymologie
Son nom d'espèce lui a été donné en référence au Styx.

## Publication originale
- Muchmore, 1996 : The genus Tyrannochthonius in the eastern United States (Pseudoscorpionida: Chthoniidae). Part II. More recently discovered species. Insecta Mundi, vol. 10, p. 153-168 (texte intégral).